# Palazzo Soranzo Van Axel
Il Palazzo Soranzo Van Axel è un palazzo di Venezia sito nel sestiere di Cannaregio.

## Storia
Il palazzo fu eretto tra il 1473 e il 1479 per Nicolò Soranzo con materiale recuperato da un antico palazzo dei Gradenigo. Gli scorci particolari sull'attigua chiesa di Santa Maria dei Miracoli e la coincidenza del periodo di costruzione rende probabile il coinvolgimento di Nicolò Soranzo nella costruzione anche della chiesa. Il palazzo poi passò ai Venier e Sanudo e infine nel 1652 ai Van Axel, ricchi mercanti fiamminghi che furono ammessi al patriziato veneziano nel 1665.

## Descrizione

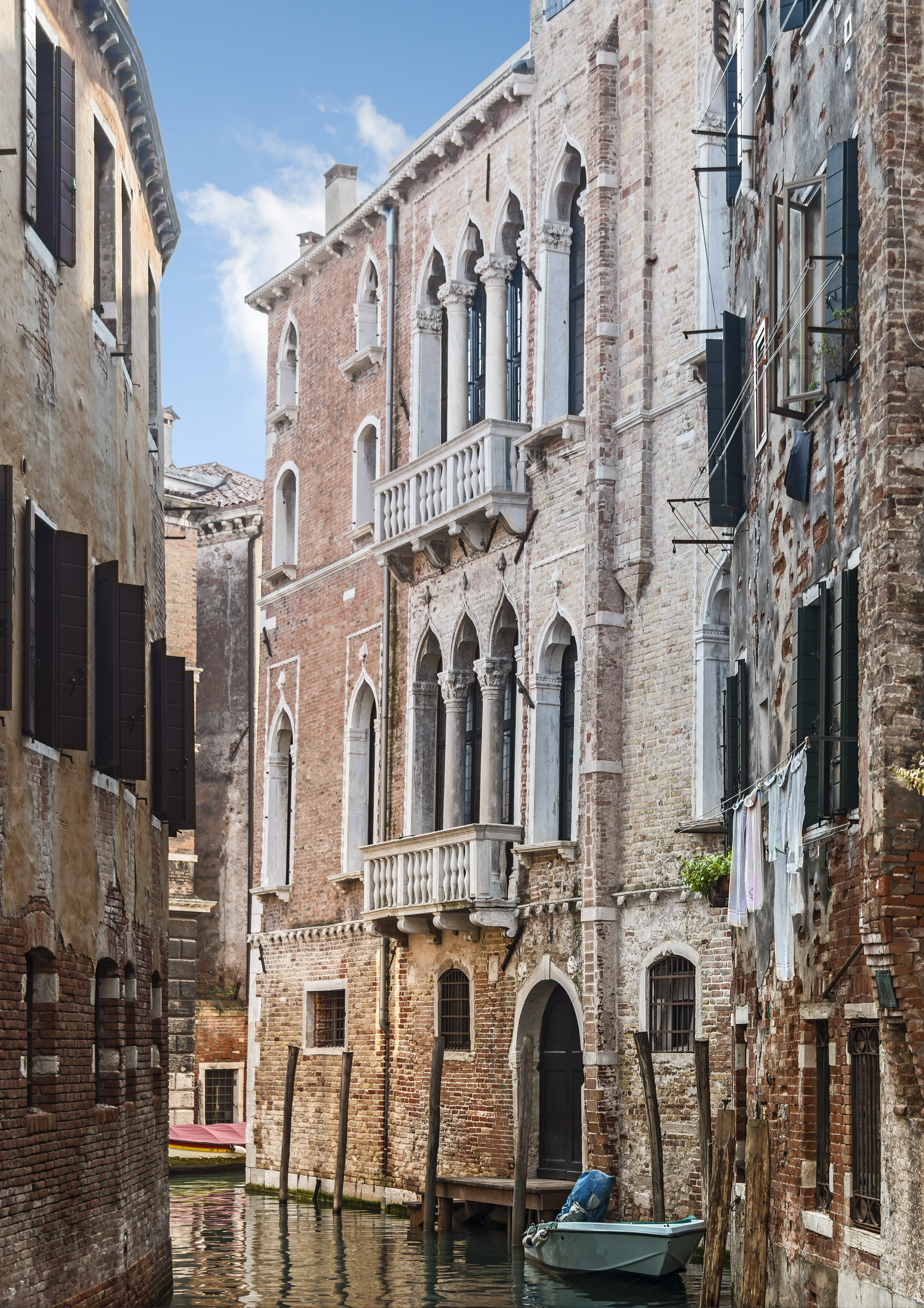
La facciata secondaria

Il palazzo, situato all'incrocio fra il Rio de la Panada ed il Rio de Ca' Widmann presenta caratteristiche tardogotiche, ha due corti interne con scaloni esterni e due piani nobili. Molto particolari sono i "porteghi" (saloni passanti) a "L" per via del doppio affaccio ad angolo sull'incrocio dei rii. 
Notevole il portone di ingresso su Fondamenta de le Erbe, in legno originale con lunetta e lo stemma dei Van Axel.
Curiosa la porzione di fabbricato che chiude il complesso a sud di pochi metri di larghezza: costruito sicuramente dopo il resto del palazzo sorge sopra un distaccamento originariamente imposto dal tribunale della Serenissima per un contenzioso della proprietà con l'attiguo convento di suore.

## Bibliografia

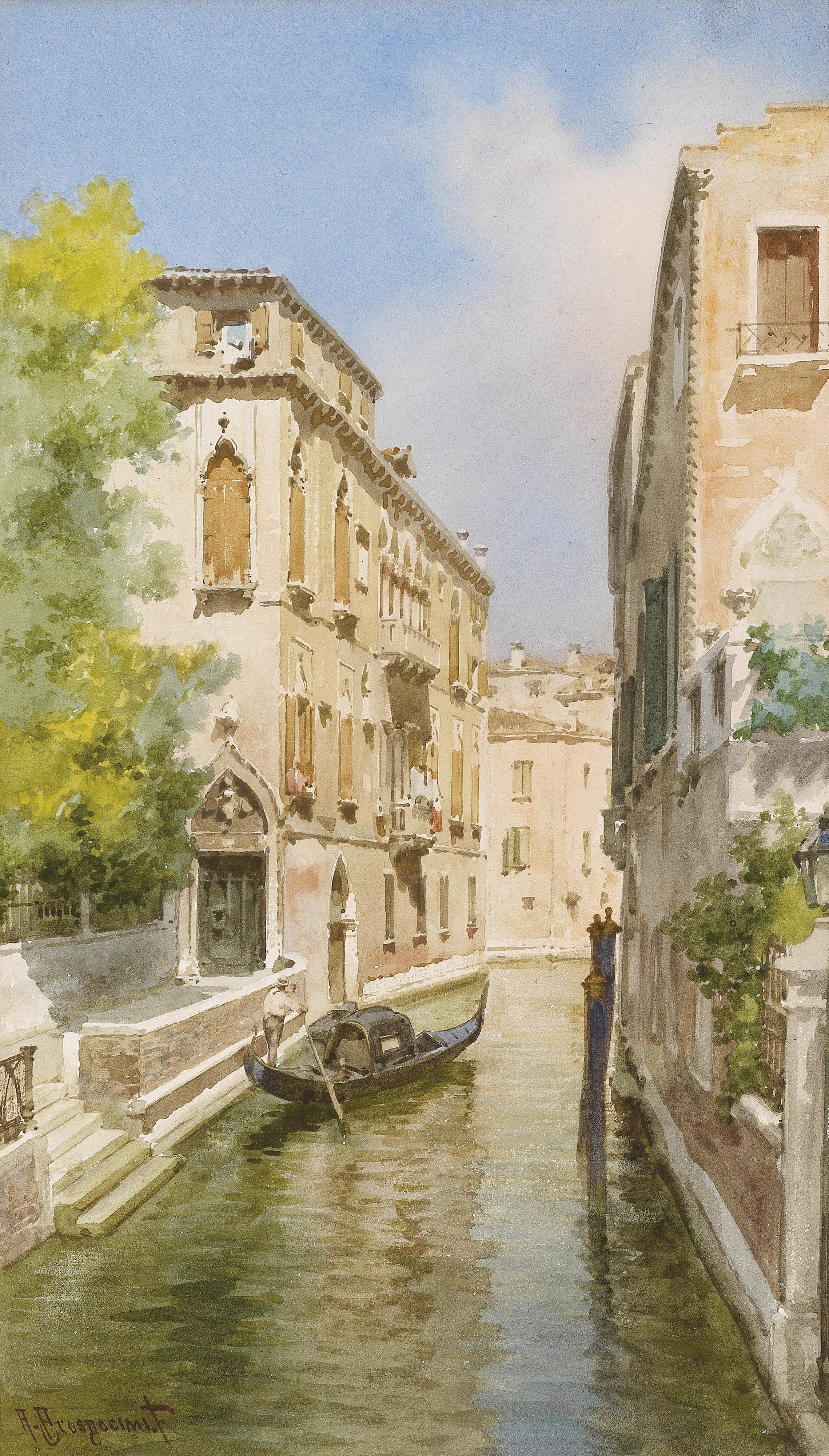
Rappresentazione artistica

Corte interna. Foto di Paolo Monti, 1968
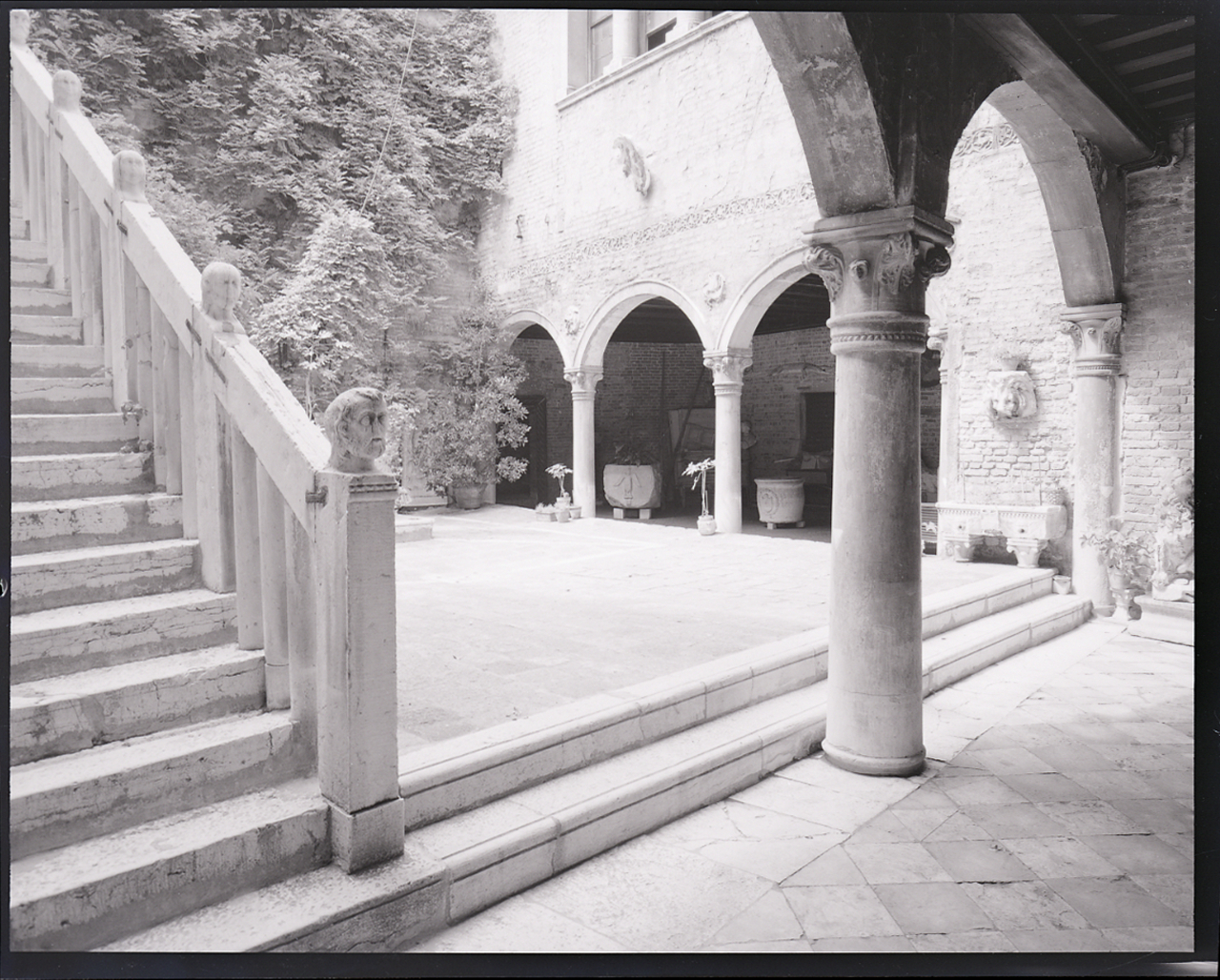
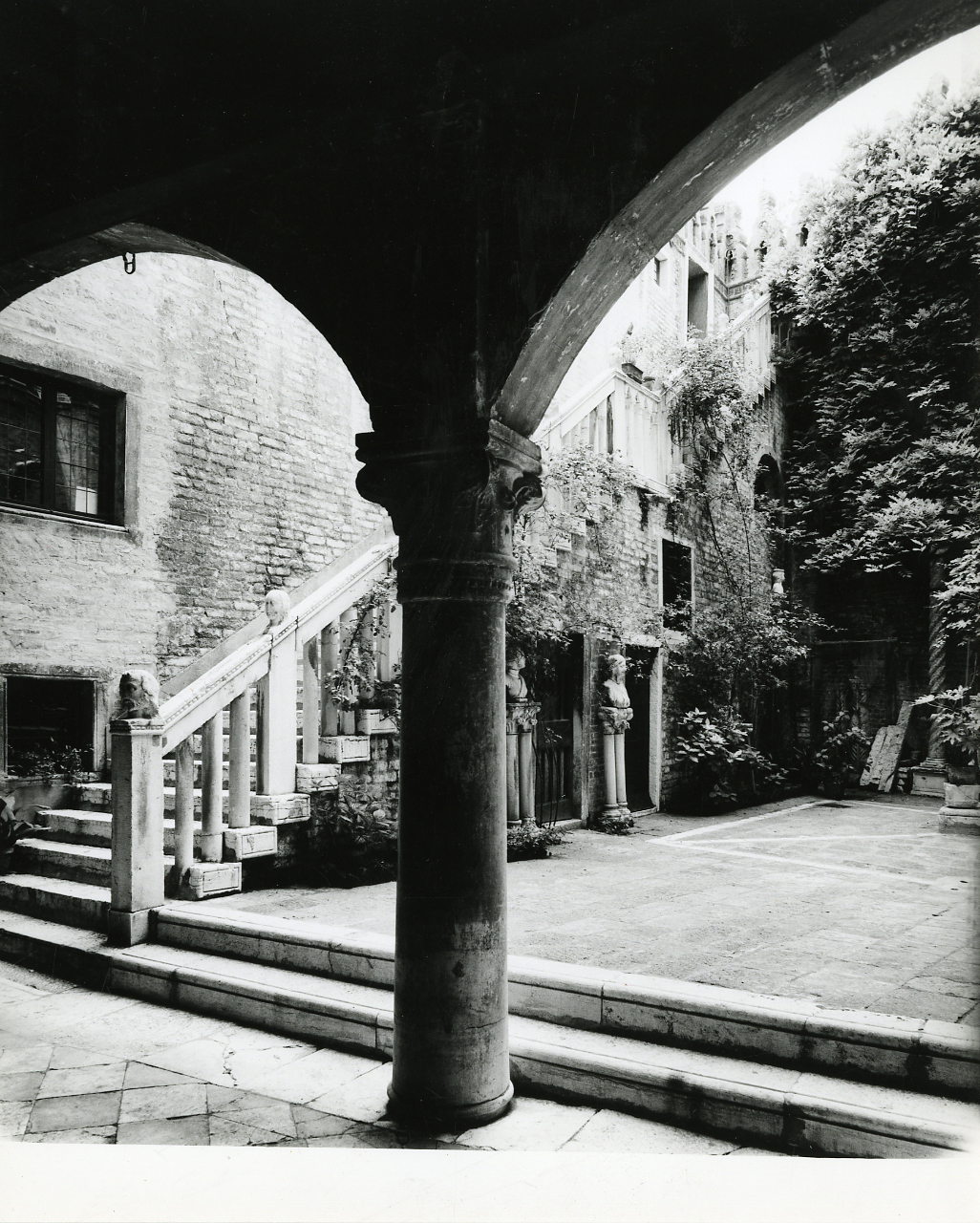
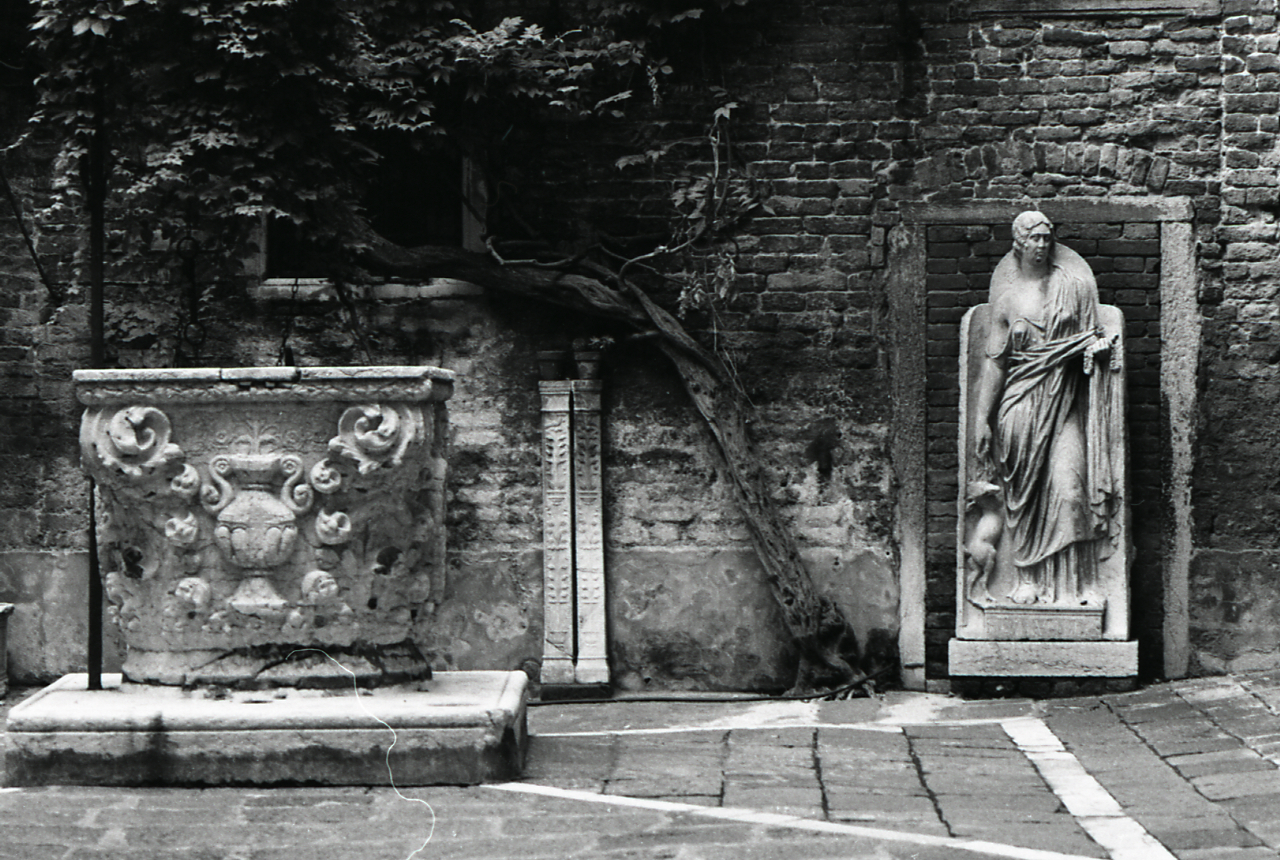